# Sagra carbunculus
Sagra carbunculus är en skalbaggsart som beskrevs av Hope 1842. Sagra carbunculus ingår i släktet Sagra och familjen bladbaggar. Inga underarter finns listade i Catalogue of Life.